# 最後の問題
『最後の問題』（さいごのもんだい、英: The Final Problem）は、BBCが2017年に放送したドラマ『SHERLOCK』のシーズン4エピソード3である。イギリス・BBC Oneなどで2017年1月15日に初放送され、日本ではNHK BSプレミアムで2017年7月22日に放送された。
タイトルの原案は『最後の事件』"The Final Problem"（1893年）だが、今作では『3人ガリデブ』や『マスグレーヴ家の儀式』、『グロリア・スコット号』など、様々な作品がミックスアップされて使用されている（→#原作との対比）。
キャストのスケジュール問題や筋書きなどから、シリーズの最終回ではないかとの声も多く上がっている（→#これは最終回なのか）。

## あらすじ
ジョン（演：マーティン・フリーマン）に鎮静剤を打ったセラピストの正体を知るため、シャーロック（演：ベネディクト・カンバーバッチ）は兄のマイクロフト（演：マーク・ゲイティス）をだまし討ちし、自分に妹・ユーラスがいることを聞き出す。ユーラスはニュートンを越える天才と言われたほどだったが、シャーロックの飼い犬「赤ひげ」を隠してしまい、自宅だったマスグレーヴ・ホールへの放火事件を起こしたことで施設に隔離されたが、さらに再度放火したことで、公には死亡として処理され、要塞島・シェリンフォードへ送られた。マイクロフトは「赤ひげ」の一件以来シャーロックがすっかり変わり、ユーラスのことも忘れてしまったが、現在のシャーロックの人格や人生に多大な影響を及ぼしていると話す。マイクロフトはユーラスが外に出られるはずがないと断言するが、彼の話が終わる前に爆弾「DX707」を積んだドローンがベーカー街221Bへ入り込み、フラットは爆破されてしまう。
爆発事件後、3人は手近な船を拿捕してシェリンフォードに乗り込む。シャーロックはユーラス（演：シャーン・ブルック）と対峙するが、隔離室のガラスは取り外されており、彼女が出入り自由だったことを知る。一方のジョン・マイクロフトはユーラスの査問映像を観ており、所長（演：アート・マリック）をはじめ、所員たちが彼女の言いなりだったと気付く。その後所長を含めた4人は、ユーラスによって彼女の監房へ逆に閉じ込められてしまう。
5年前のクリスマス、マイクロフトはユーラスの望みを叶え、ジム・モリアーティ（演：アンドリュー・スコット）と監視無しで5分間喋れるよう取り計らった。シャーロックの東欧任務前に流れた映像はユーラスがこの時モリアーティへ依頼したものだったと分かる。シャーロック・ジョン・マイクロフトは、乗客・乗務員全員が眠ってしまった飛行機に乗せられた少女を助けるため、ユーラスの言いなりとなって心理実験に挑む。実験の間に所長が自殺し、所長の妻と職員が殺され、島外のモリーの命までも危険に晒されもするが、打ちのめされながらも切り抜けた末の最後の問題として、ジョンかマイクロフトのどちらかを殺せという課題に、シャーロックは自殺で対処しようとし、焦ったユーラスはダーツで全員に鎮静剤を打つ。
目覚めたシャーロックは焼け落ちたマスグレーヴ・ホールの前におり、ジョンは井戸の中へ閉じ込められている。ジョンが井戸の中で見つけた骨と、家の前のでたらめな墓碑、そしてユーラスの替え歌から、シャーロックは「赤ひげ」事件の真相に辿り着く。「赤ひげ」はシャーロックの親友だったヴィクター・トレヴァーのことで、ユーラスは彼に嫉妬して井戸の底に閉じ込めたのだった。また飛行機の少女も、遠ざけられてトラウマを負ったユーラスの心中を表したものだと分かる。
ユーラスは再びシェリンフォードに返され、一切のコミュニケーションを断つという状態になってしまったが、シャーロックは度々彼女の元を訪問する。たびたびの訪問に、ユーラスも次第に心を開き、シャーロックとともにバイオリンを演奏するようになる。その様子をマイクロフトやシャーロックの両親が涙ながらに喜んでみていた。また爆破された221Bはシャーロック・ジョンの手で元通りに復元され、2人は再び依頼人の謎を解く生活に戻るのだった。

## キャストと日本語吹替
配役・吹替声優については以下を参照した。
- シャーロック・ホームズ - 演：ベネディクト・カンバーバッチ、声：三上哲
  - 幼少期のシャーロック - 演：トム・スタウトン[注釈 3][4]
- ジョン・ワトスン - 演：マーティン・フリーマン、声：森川智之
- ハドスン夫人 - 演：ユーナ・スタッブス、声：谷育子
- レストレード警部補 - 演：ルパート・グレイヴス、声：原康義
- モリー・フーパー - 演：ルイーズ・ブリーリー、声：片岡身江
- メアリー・ワトスン - 演：アマンダ・アビントン、声：石塚理恵
- マイクロフト・ホームズ - 演：マーク・ゲイティス、声：木村靖司
  - 幼少期のマイクロフト - 演：アーロン・リチャーズ[注釈 4][4][5]
- ユーラス・ホームズ - 演：シャーン・ブルック、声：園崎未恵
  - 幼少期のユーラス - 演：インディカ・ワトスン[注釈 5][4][6]
- おさげ髪の少女（飛行機の少女） - 演：オナー・ニーフジー[注釈 6]、声：矢島晶子
- シェリンフォードの所長 - 演：アート・マリック、声：仲野裕
- ジム・モリアーティ - 演：アンドリュー・スコット、声：村治学
- ホームズ氏（ホームズきょうだいの父親） - 演：ティモシー・カールトン[7]、声：こねり翔
- ホームズ夫人（ホームズきょうだいの母親） - 演：ワンダ・ヴェンサム[7]、声：宮沢きよこ

## スタッフ
- 脚本：スティーヴン・モファット、マーク・ゲイティス
- 監督：ベンジャミン・キャロン（英語版）[8]
- プロデューサー：スー・ヴァーチュー
- 音楽：デヴィッド・アーノルド / マイケル・プライス（英語版）
- 撮影監督：デイヴィッド・ルーサー[注釈 7]
- 美術監督：アーウェル・ウィン・ジョーンズ
- 編集：ヤン・マイルス
- エグゼグティブ・プロデューサー（PBS マスターピース）：レベッカ・イートン
- エグゼグティブ・プロデューサー（BBC）：ベサン・ジョーンズ
- 製作総指揮：スティーヴン・モファット / マーク・ゲイティス / ベリル・ヴァーチュー

## 原作との対比
タイトルの原案は『最後の事件』"The Final Problem"（1893年）だが、今作では『3人ガリデブ』や『マスグレーヴ家の儀式』、『グロリア・スコット号』など、様々な作品がミックスアップされて使用されている。2016年のコミコン・インターナショナルで発表されたキーワードの内、今作では「シェリンフォード」が登場する。この名前は、ドイルがホームズ譚を書き始める際、ホームズのファーストネームとして検討していたもので、シャーロキアンのウィリアム・S・ベアリング＝グールドの作品では、ホームズ兄弟の長兄として登場する。

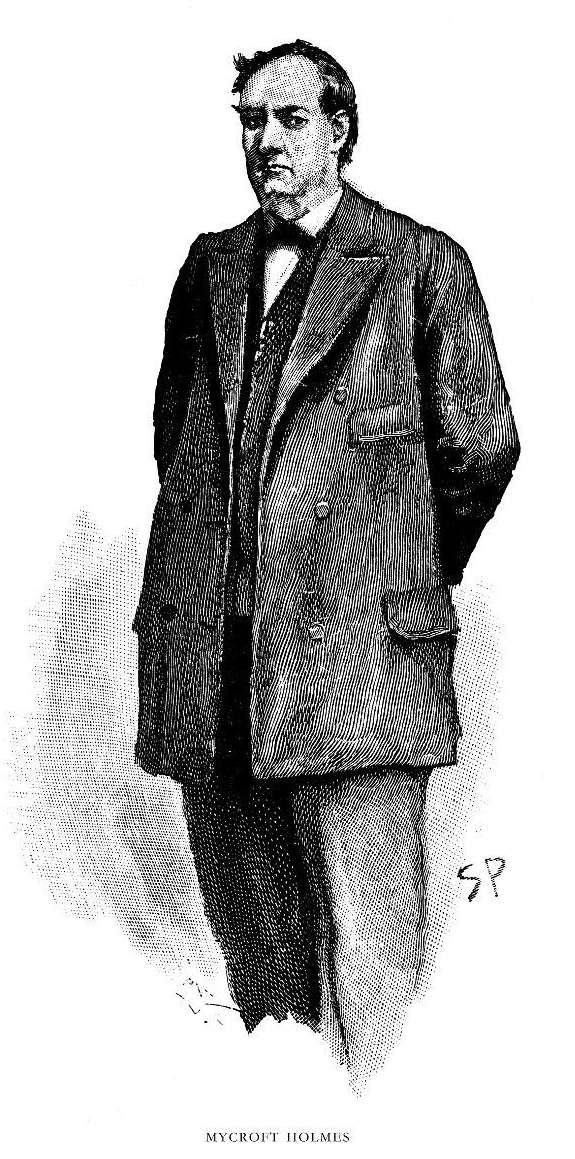
シドニー・パジェットが『ギリシャ語通訳』の挿絵として描いたマイクロフト

冒頭のホームビデオには、幼少期肥満体だったマイクロフトが登場するが、原作『ギリシャ語通訳』に登場する彼も肥満体の人物として描かれている。
ホームズ一家の居宅だった「マスグレーヴ・ホール」の名前は、『マスグレーヴ家の儀式』から取られている。またマイクロフトは、「赤ひげ」の行方を教えるユーラスの歌について、彼女の「儀式」（英: ritual）だとするが、この時使われる単語は原作の題名 "The Musgrave Ritual" と同じである。シャーロックは「赤ひげ」を探しブナの木の根元を掘ったと話すが、原作ではブナばかりの林で、ニレの巨木を目印に儀典書を解読することになる。
また、「赤ひげ」ことヴィクター・トレヴァーの名前は、原作『グロリア・スコット号』でホームズが言及する大学時代の学友から来ている。ユーラスは「赤ひげ」事件についてシャーロックの最初で最後の事件と語るが、この『グロリア・スコット号』事件は、ホームズが私立探偵を志すきっかけとなった事件である。
ユーラスが221Bをドローンに搭載した爆弾で爆破するシーンは、原作『最後の事件』でモリアーティ教授が221Bへ放火するシーンとの関連が指摘されている。また、シーズン1第3話『大いなるゲーム』でも、221Bの向かいにある建物が爆破されるシーンがある。

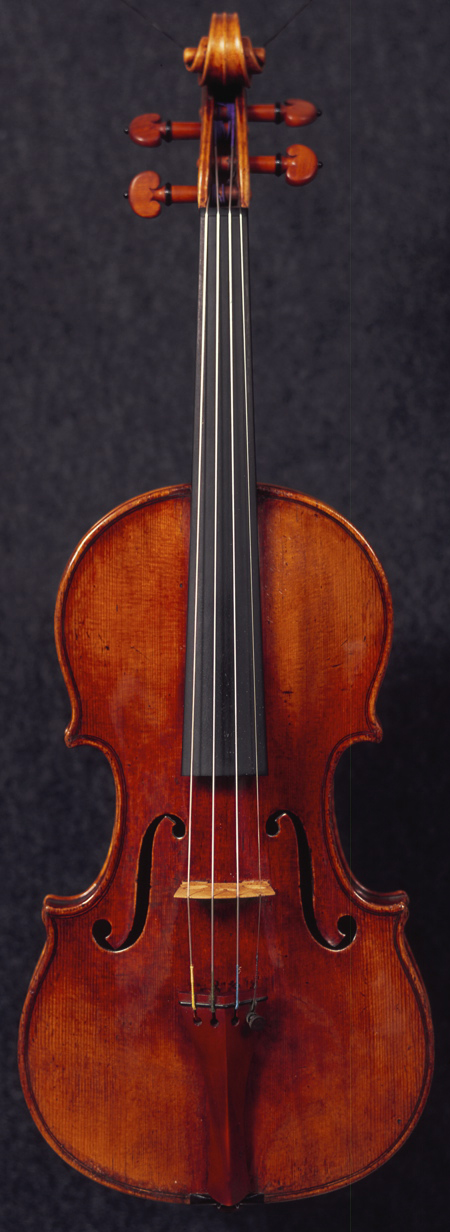
ストラディヴァリウスのヴァイオリン

シェリンフォードのシーンでも原作への目配せがいくつか登場する。本作では、シャーロック・ジョンの間の符牒として「バチカンのカメオ」が再登場する。シリーズ中では『ベルグレービアの醜聞』・『三の兆候』に引き続いての登場であるが、これは元々『バスカヴィル家の犬』に登場する「語られざる事件」である。また、ユーラスはマイクロフトから送られたストラディバリウスのヴァイオリンを所有しており、一方のホームズは原作『ボール箱』で、自身のヴァイオリンがストラディヴァリウスだと語っている。本編では駅長の兄弟に嫉妬していたモリアーティが嬉々としてアーカイブビデオを録画したとされ、列車の汽笛を真似しているが、『恐怖の谷』に「弟はイングランド西部の駅長をしている」との描写があることが指摘されている。ユーラスの心理実験で2番目の課題となる殺人犯捜しには、『3人ガリデブ』に因んだ兄弟が登場する。

原作『踊る人形』に登場する暗号文。"Am here Abe Slaney"（エイブ・スレイニーがここにいる）との文章になる

ラストシーンで見つかるビデオメッセージでは、メアリーがシャーロック・ジョンを「（自分の知る限り）最高で最も賢い人たち」（英: The Best And Wisest Men）と讃えるが、この言葉は元々『最後の事件』でワトスンが述べるものであり、また『空の霊柩車』でもジョンが口にする言葉である。またこのシーンでは、シャーロック・ジョンが依頼を受けた事件のカットで、『踊る人形』に登場する暗号文がそのまま登場する。

## 設定・制作秘話
本作品では、オスカー・ワイルドの『真面目が肝心』の一節が引用されている。またマイクロフトは幼い頃、娘の結婚に厳しいグウェンドレンの母親、レディ・ブラックネル役を演じたと語る。
ハドスン夫人が掃除をしながら聴いているのは、アイアン・メイデンの『魔力の刻印』The Number Of The Beast である。またモリアーティは5年前設定の再登場シーンで、クイーンの『ブレイク・フリー（自由への旅立ち）』I want to break free を聴いている。
シャーロックに隠された妹がいたこと、また生家が燃える描写があることについて、ジェームズ・ボンドシリーズの『007 スカイフォール』・『007 スペクター』との関連を指摘する記事も存在する。奇しくもシーズン4第1話『六つのサッチャー』には、筋書きが007紛いだとの批判記事が出されている。
航空機に閉じ込められた少女を演じるオナー・ニーフジーは、別役でシーズン3第2話『三の兆候』に出演している。またこのシーンについては、「死者のフライト」が登場するシーズン2第1話『ベルグレービアの醜聞』との共通点が指摘されている。

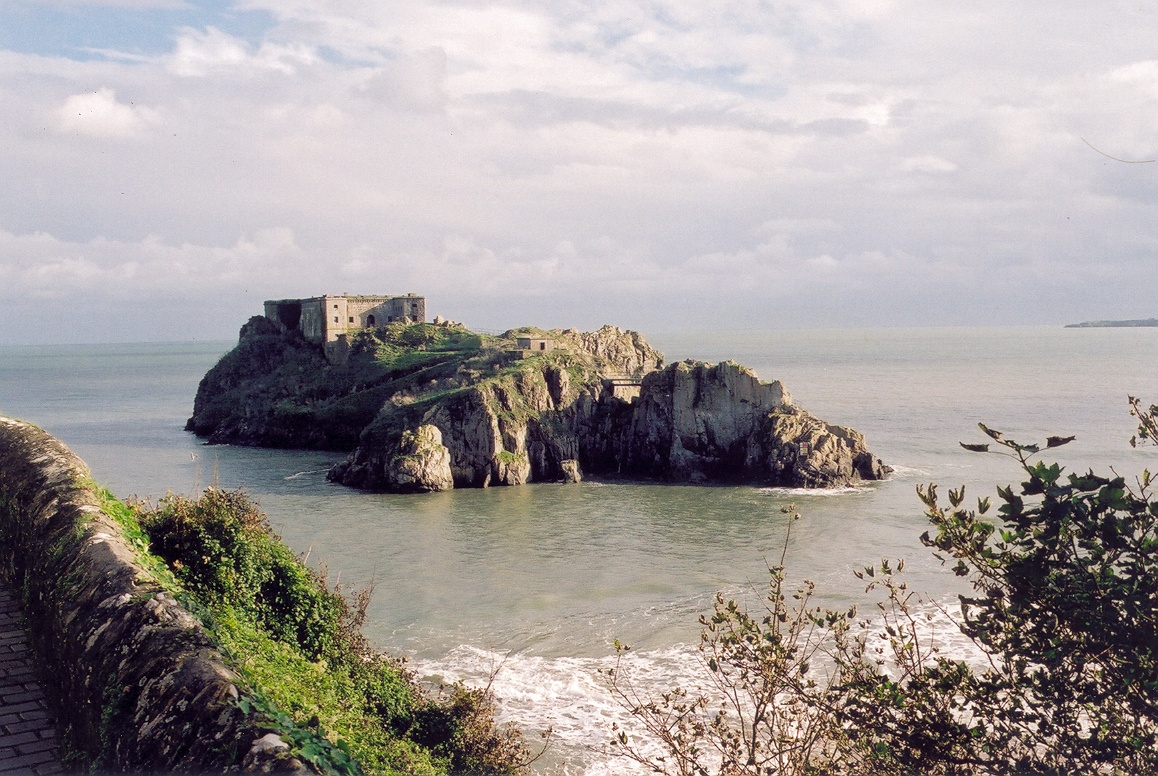
シェリンフォードのロケ地になったセント・キャサリン島

シェリンフォードの外観はウェールズにあるセント・キャサリン島で、ヘリコプターの着陸シーンは同じくウェールズのサウザーンダウンで撮影され、内観はパインウッド・スタジオにセットを立てて撮影された。シェリンフォードで流れるモリアーティによるアナウンスでは、クリンゴン人（『スタートレック』シリーズに登場する異星人）、「黒い帽子のカウボーイ」、ダース・ベイダー（スター・ウォーズシリーズの登場人物）などに言及がある。またユーラスと対面したシャーロックがヴァイオリンで弾いているのは、『ベルグレービアの醜聞』でも使われていたアイリーン・アドラーのテーマである。
ユーラスの心理実験中、第3の課題として登場するモリーのシーンは、元々全く違う筋書きになるはずだった。元の脚本では、棺の中に収められたモリーを、シャーロックが謎を解いて解放するというものだったが、この筋書きは脚本家2人以外には全く受け入れられなかったという。最初の読み合わせでは、モリー役のルイーズ・ブリーリーも脚本に難色を示した。結局筋書きは、モリー用の棺を前に、時限爆弾爆発から彼女を救うため、解除コードである「愛している」"I love you" と言わせるものへ変えられた。放送されたシーンには多くの批判があったが、ブリーリーはこれを切り捨て、逆に「こんな風に反応してくれるとは」とTwitterでコメントしている。
シャーロックが黒い液体に呑み込まれていくようなシーンは、CGではなく実写で撮影されている。背もたれを用いた同様の演出は、『最後の誓い』でシャーロックが銃撃されるシーンでも使われている。
「赤ひげ」の行方を教えるユーラスの歌は、日本で『むすんでひらいて』として知られる曲の替え歌になっている。
ユーラス確保後、レストレードが部下の警官へ話すシャーロック評は、シーズン1第1話『ピンク色の研究』で彼が話す言葉と対になっていることが指摘されている。
ベーカー街221Bでの生活が走馬燈のように映し出されるエンディングシーンでは、フリーマンと親交のあるポール・ウェラーがバイキング役でカメオ出演していた。爆破された221Bの片付けをしているカットでは、美術監督のアーウェル・ウィン・ジョーンズがカメオ出演している。ラストシーンはラスボーン・プレイスから駆け出すシャーロック・ジョンのカットになったが、これはホームズ俳優として有名なベイジル・ラスボーンへのオマージュだと明かされている。このシーンについて脚本のゲイティスは次のように述べている。

## これは最終回なのか
過去のシーズンでは、最終話がクリフハンガーで終わることが通例だったが（『大いなるゲーム』、『ライヘンバッハ・ヒーロー』、『最後の誓い』）、シーズン4では第2話がクリフハンガーとなり、最終話はベーカー街221Bに集う主要人物を描くシーンで終わった。過去のシーズンと異なる終わり方に対し、シリーズ自体の終了を囁く記事も発表されている。

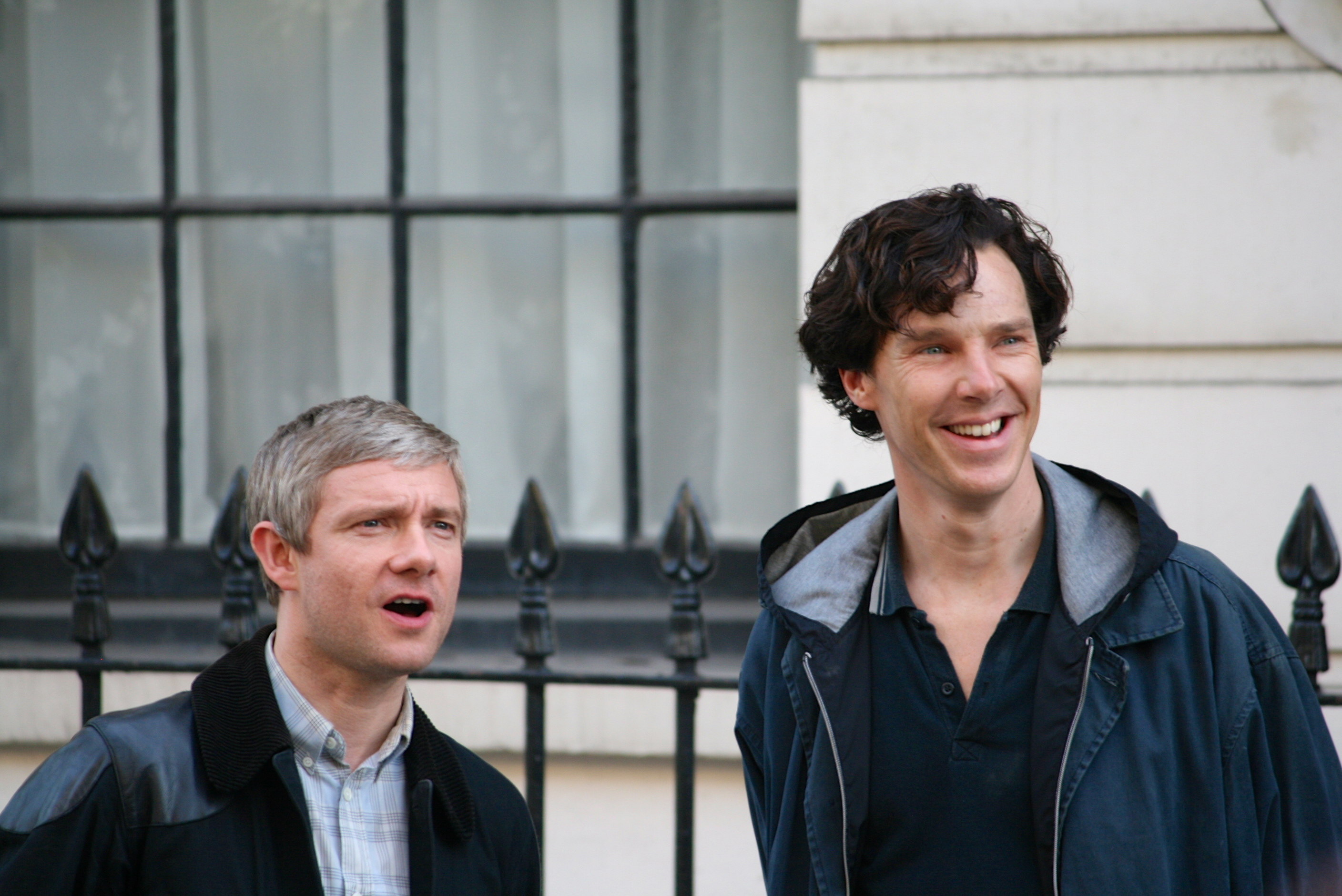
主演ふたりのスケジュール問題は番組制作に大きく影響している

そもそもシーズン4は、全3話の放送前からシリーズの終了が噂され続けるシーズンでもあった。大きな要因となったのは、主役ふたりの多忙なスケジュールに伴う撮影日程確保の困難である。『SHERLOCK』放送開始後スターダムに上り詰めたベネディクト・カンバーバッチは、『イミテーション・ゲーム/エニグマと天才数学者の秘密』（2014年）でアカデミー主演男優賞にノミネートされたり、『ドクター・ストレンジ』をはじめとしたマーベル映画シリーズへの出演が決定するなど、活動の場を本国イギリスだけに留めない売れっ子俳優のひとりとなっている。一方のマーティン・フリーマンも、『ホビット』映画3部作への出演（2012年 - 2014年）や、クライムドラマ『FARGO/ファーゴ』への出演（2014年）、カンバーバッチ同様のマーベル映画出演など、こちらもイギリスに留まらない活動を行っている。シーズン4放送前にフリーマンとの別離を明らかにしたアマンダ・アビントンも、フリーマンの長期不在を原因のひとつに挙げた。また、脚本のスティーヴン・モファット、マーク・ゲイティスのコンビも『ドクター・フー』の脚本を担当しており、製作のスー・ヴァーチューも、多忙な制作陣のスケジュールを調整して撮影に入るのは大変な作業だったと明かしている。
2016年7月には、『テレグラフ』紙のインタビューにモファットが答え、主演ふたりの多忙を挙げつつ「[第4シーズンの撮影が]このシリーズを作る最後の機会だったとしてもそれほど驚かない。しかし本当にそうなるかもしれない」と述べた。カンバーバッチも同様に、「一時代の終わりかもしれない。正直なところ、一時代の終わりという感じがする。すぐに次へ進むのは少し難しい」と答えた。カンバーバッチのこの発言には多くのメディアが反応し、シリーズ終了を囁く記事も発表された。しかしカンバーバッチの発言には次のような続きが存在し、本人はシリーズの継続を希望していることも報じられている。
シーズン4が一旦の着地点であることは複数の出演者が認めている。モリー役のルイーズ・ブリーリーは、最終回放送を前に7年間の出演に感謝するツイートを発信した。フリーマンはラジオ番組のインタビューで次のように述べている。
脚本家のモファットは、これは第1章の最終回として、カムバックは主演ふたり次第だとした。また、「初めて『これで最終回でも悪くない』と思った。エンドシーンは『ふたりは221Bで謎を解き続ける』ことを示している」とも答えている。モリアーティを演じたアンドリュー・スコットは、すぐには次のシーズンが作られないだろうとして、「次の総選挙が先に来るだろうね」と述べた。スケジュール問題に関しては脚本のゲイティスも認めるところではあり、次作が望まれつつも2シリーズ・全12話で完結した『フォルティ・タワーズ』を引きつつ、これで幕引きでも構わないのではと発言している。
一方で、シーズン5の展望を語る意見も存在する。新登場人物のユーラス・ホームズを演じたシャーン・ブルックは、次のシーズンがあるのならば、もっと彼女の造型を掘り下げたいとした。モファットも次シーズンで翻案したい作品を列挙したほか、ゲイティスと次シーズンがどこへ向かうのか対談している。モファットはまた、2017年4月に公開されたインタビューで、新シーズンの製作に主演ふたりとゲイティスから異存はなく、シャーロック・ジョンの配役変更は絶対に無いと断言している。その上で、「これまでと同じようにできると思えない内は絶対にやらない」「いいアイデアを思いついたと思ったら戻ってくるということだ」「長く待つかもしれない」と発言している。また同年6月には、新シリーズの制作を匂わせる発言をしている。
最終話の原題が "The Final Problem"（最後の事件）であることも指摘されたが、ゲイティスは「『最後の事件』の後に40編も作品が続いているのに」と噂を否定している。モリー・フーパー役のルイーズ・ブリーリーは、2019年4月のインタビューで、『最後の問題』以降に特番が予定されていたものの、白紙化されたままになっていることを明かした。

## 評価
作品は2017年1月15日にBBC Oneで放送された。本放送前の1月14日に、ロシアのテレビ局・チャンネル1から映像が流出する騒ぎがあった。後の調べで従業員の不手際が原因だったと分かったが、この影響もあってか、視聴者はシリーズ史上最低の590万人に留まった。
作品は本放送の後、2017年1月16日・18日限定で、全米の映画館で劇場公開された。日本ではNHK BSプレミアムで2017年7月22日に放送された。
『エンターテインメント・ウィークリー』誌では「C+」評価が付けられ、批評を担当したクリスティアン・ホラブは、ただ単に「奇妙な話」だっただけで、「主人公の道徳観を問うユーラスの極悪な実験も、還元的で心に響くものではなかった」と述べた。また新シリーズがあるのならば、「メロドラマから離れ、最初ファンに見せていたような、複雑でスリリングなミステリーに戻ってほしい」と締めくくった。『Vox』では5つ星中2.5個分と評価され、論理的に張り巡らされた筋書きと、その巧妙さに興奮するのがシリーズの楽しみであったのに、シリーズに対する謎が全く解けないまま終わったと評された。『コリダー』では星2つ分と評価され、批評を担当したアリソン・キーンは「このシリーズで誰も幸せになれないのはなぜなのか？」「このエピソードは非論理的な跳躍ばかりだった」と述べた。『アトランティック』誌では、「良いシリーズの最終回のように、ショーの複雑な編み込み模様に光を当てるのではなく、『最後の問題』はつついてそれに穴を空け、筋書きの一貫性を糸のほつれにしてしまった」と評された。 『デイリー・エクスプレス』紙ではアメリカで制作されている『エレメンタリー ホームズ&ワトソン in NY』が引き合いに出され、「ライバルのシャーロック・ホームズ・シリーズ『エレメンタリー』は純粋な犯罪推理ドラマなのに、どうして同じものをもっと『シャーロック』で見られないのだろうか？」と揶揄された。
『テレグラフ』紙のマイケル・ホーガンは5つ星評価を付け、「目まぐるしい脚本では、笑いあり、興奮あり、感動ありだった」「もしこれが最後の作品なのだとしたら（そんなことはきっとないと思うが）、打ち切りとしてはとても上手くいったと思う」と述べた。『IGN』のダニエル・クルーパは、「モリアーティ、メアリー、ユーラスをめぐるさすらいのドラマは、ついに収まるべきところに収まり、シャーロックとワトソンは日常に戻った」「もしこれがシャーロックとしてのカンバーバッチの最後の舞台になるとしても、「最後の問題」は心のこもった、実に相応しい幕切れと言えるだろう」と評価し、10点満点中7.5点を付けた。『インデペンデント』紙では5つ星中4つ星が付けられた。